# 67
67 је била проста година.

## Догађаји
- По Нероновом наређењу, Домиције Корбуло је извршио самоубиство.
- Из града Акре Римљани су предвођени Веспазијаном извршили инвазију на Галилеју, након тешке опсаде заузели Јотапату и истребили тамошње становништво. Јафа је брзо заузета, Тиберијада се предала без борбе. Тарихеју је брзо заузео Тит. Око 1.000 Јевреја је погубљено, 40.000 продато у ропство. После упорне опсаде, Тит је заузео Гамлу и побио целокупно становништво.
- 67-79 - Свети Лин постављен за епископа града Рима